# Gibidum (Berg)
Der Gibidum (auch Gebidum, Gebidem, Gebüdem oder Terbiner Berg) ist ein 2317 m ü. M. hoher Berg im Wallis, oberhalb von Visperterminen und Visp. Durch seinen markanten Sendemast ist er von weither erkennbar. Vom Gibidum aus bietet sich eine schöne Rundsicht ins Rhonetal und auf viele Berge im Oberwallis wie Bietschhorn und Fletschhorn. Über seinen Rücken führt der Gibidumpass. Ganz in der Nähe des Passübergangs liegt der kleine Gibidumsee.
Der Name Gibidum bezeichnet "die Böden", "Bidem", "ge-bidem". Der Name Bidem bezeichnet einen oder mehrere Boden/Böden.